# 1321년

## 연호
- 원(元) 지치(至治) 원년
- 일본(日本) 겐오(元応) 3년 / 겐코(元亨) 원년
- 쩐 왕조(陳朝) 다이카인(大慶) 8년

## 기년
- 원(元) 영종(英宗) 원년
- 고려(高麗) 충숙왕(忠肅王) 8년
- 쩐 왕조(陳朝) 명종(明宗) 8년

## 사건
- 단테의 신곡이 완성되다.

## 탄생
- 음력 4월 14일 - 고려의 하윤린(河允潾)
- 월일 미상 - 고려의 류준(柳濬)

## 사망
- 음력 5월 28일 - 고려의 이백겸(李伯謙)
- 음력 6월 10일 - 고려의 원충갑(元沖甲)
- 음력 8월 21일 - 고려의 김순(金恂)
- 9월 14일 - 이탈리아 작가 단테 알리기에리
- 음력 9월 11일 - 고려의 이진(李瑱)
- 음력 9월 18일 - 고려의 박의(朴義)